# Бжозувек
Бжозувек (пол. Brzozówek) — село в Польщі, у гміні Ілув Сохачевського повіту Мазовецького воєводства.
Населення — 196 осіб (2011).
У 1975-1998 роках село належало до Плоцького воєводства.

## Демографія
Демографічна структура станом на 31 березня 2011 року:
|          | Загалом | Допрацездатний вік | Працездатний вік | Постпрацездатний вік |
| -------- | ------- | ------------------ | ---------------- | -------------------- |
| Чоловіки | 92      | 12                 | 75               | 5                    |
| Жінки    | 104     | 26                 | 55               | 23                   |
| Разом    | 196     | 38                 | 130              | 28                   |